# Acantharachne
Genre
Synonymes
- Acantharanea Strand, 1929

Acantharachne est un genre d'araignées aranéomorphes de la famille des Araneidae.

## Distribution
Les espèces de ce genre se rencontrent en Afrique subsaharienne.

## Liste des espèces
Selon World Spider Catalog (version 25.0, 15/03/2024) :
- Acantharachne cornuta Tullgren, 1910
- Acantharachne giltayi Lessert, 1938
- Acantharachne lesserti Giltay, 1930
- Acantharachne madecassa Emerit, 2000
- Acantharachne milloti Emerit, 2000
- Acantharachne psyche Strand, 1913
- Acantharachne regalis Hirst, 1926
- Acantharachne seydeli Giltay, 1935

## Systématique et taxinomie
Ce genre a été décrit par Tullgren en 1910 dans les Argiopidae.
Acantharanea est un nom de remplacement superflu.

## Publication originale
- Tullgren, 1910 : « Araneae. » Wissenschaftliche Ergebnisse der Schwedischen Zoologischen Expedition nach dem Kilimandjaro, dem Meru und dem Umbegenden Massaisteppen Deutsch-Ostafrikas 1905-1906 unter Leitung von Prof. Dr Yngve Sjöstedt, Stockholm, vol. 20, no 6, p. 85-172.